# The Human Centipede (First Sequence)
The Human Centipede (First Sequence) è un film horror del 2009 scritto e diretto da Tom Six.
Il film è incentrato su un folle medico che vuole unire chirurgicamente tre persone, bocca con ano, allo scopo di creare un "centopiedi umano". Il film ha vinto diversi premi in festival cinematografici internazionali dedicati al genere horror. In Italia il film è stato presentato al Ravenna Nightmare Film Fest.

## Trama
Jenny e Lindsay, due turiste americane in vacanza in Germania, si ritrovano sperdute in un bosco dopo aver forato una gomma. Alla ricerca di aiuto, arrivano di fronte ad una lussuosa villa abitata dal Dr. Josef Heiter, un chirurgo di fama internazionale da tempo in pensione. Ma il padrone di casa si dimostra ben presto una figura inquietante, che vuole usare le due ragazze per i suoi folli scopi. Dopo aver passato anni a separare gemelli siamesi, decide di unire chirurgicamente le due ragazze e un turista giapponese, tramite bocca e ano, per creare una sorta di centopiedi umano dotato di un unico apparato digerente.
Lindsay cercherà di scappare dalla follia del dottore, ma verrà catturata e - per punizione - diventerà "il pezzo centrale del centopiedi". Il Dr. Heiter, finita l'operazione, è orgoglioso della sua creazione. Le due ragazze, insieme al giapponese Katsuro, cercheranno in vari modi di ribellarsi e scappare, ma i tentativi restano vani. Vedono una reale occasione per fuggire dal laboratorio quando due poliziotti bussano alla casa del dottore per chiedere informazioni di Jenny e Lindsay. Una volta distolti i due detective dall'entrare in cantina, il folle torna nel laboratorio, ma qui viene ferito al piede da Katsuro.
I tre cercano di scappare, ma Katsuro si suicida, dicendo che la situazione è una prova che la giustizia divina esiste, e che lo sta punendo per tutte le cattive azioni da lui compiute. Le due ragazze rimangono quindi inerti, visto che il ragazzo era il capo del centopiedi. Ma prima che Heiter faccia un'altra mossa, la polizia ritorna a casa. Il folle e i due poliziotti si uccidono a vicenda. Anche Jenny muore, visto che l'operazione l'aveva fatta ammalare. Lindsay, l'unica sopravvissuta, inizia a urlare e tiene stretta la mano dell'amica morta, comprendendo che ora è realmente sola.

## Soggetto

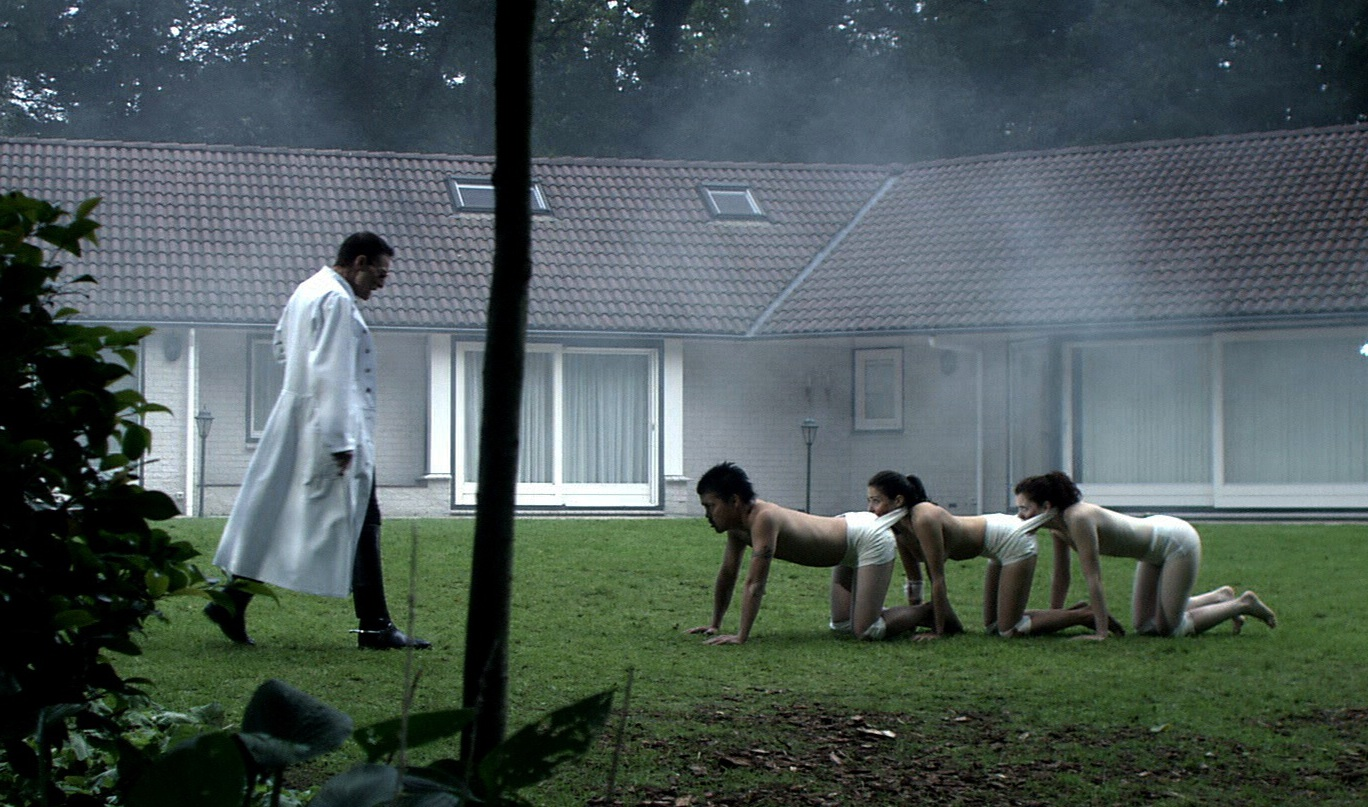
Il Dr. Heiter alle prese col "centopiedi umano"

Il regista Tom Six, che è anche lo sceneggiatore del film, ha affermato di avere tratto spunto per la realizzazione dello stesso dall'idea di punire un molestatore di bambini, che ha visto ritratto in televisione, cucendogli la bocca all'ano di un camionista obeso. Il suo lavoro è stato influenzato dalle opere iniziali di David Cronenberg, dal cinema horror giapponese, in particolare da Takashi Miike, e dal controverso Salò o le 120 giornate di Sodoma diretto da Pier Paolo Pasolini nel 1975. Il personaggio del Dr. Heiter, interpretato da Dieter Laser, rappresenta una parodia dei medici nazisti che hanno condotto esperimenti sugli esseri umani durante il Terzo Reich. Temendo di non ricevere i fondi necessari per la realizzazione del film, il regista si è limitato a riferire agli investitori la sua intenzione di creare un horror internazionale attaccando insieme un gruppo di persone, senza accennare alla loro cucitura bocca-ano.
La tagline "100% medicalmente accurato" usata per il lancio del film deriverebbe dalla consulenza di un vero medico olandese di cui si sarebbe avvalso lo stesso Six riguardo alla reale fattibilità pratica dell'esperimento descritto nel film.

## Divieti
Negli Stati Uniti, il film è stato vietato ai minori di 17 anni per presenza di scene di nudo, linguaggio scorretto, sadismo e forte violenza. In Germania una versione censurata ha ottenuto il divieto ai minori di 18 anni. In Italia ai minori di 18 anni.

## Accoglienza
Il film è stato accolto da recensioni miste da parte della critica che grosso modo si è divisa. Sul sito aggregatore Rotten Tomatoes ha ottenuto il 49% delle recensioni professionali positive, con un voto medio di 5,1 su 10 basato su 91 critiche, mentre su Metacritic ha ricevuto una valutazione di 33 su 100, basata su 15 recensioni. Diversi critici, nel lodare il film, accostano il regista a David Cronenberg per la cura con cui descrive l'esperimento parabiotico per la creazione del centopiedi umano. Il critico Roger Ebert non gli assegna alcuna stella sostenendo che questo sistema di valutazione è inapplicabile per il film in questione (Il film è buono? È brutto? Importa? È quello che è e occupa un mondo dove le stelle non brillano).

## Riconoscimenti
- 2009 - Fantastic Fest
  - Miglior film horror e miglior attore a Dieter Laser
- 2009 - Screamfest Horror Film Festival
  - Miglior film
- 2009 - South African Horrorfest
  - Miglior cast
- 2010 - Toronto After Dark Film Festival
  - Candidatura a miglior film
- 2010 - Fright Meter Awards 
  - Miglior attore a Dieter Laser e miglior trucco
- 2010 - Scream Award
  - Most Memorable Mutilation e candidatura a Best Villain a Dieter Laser
- 2011 - Fangoria Chainsaw Awards
  - Miglior Limited-Release/Direct-to-Video Film e candidatura a peggior film

## Sequel
All'uscita del film il regista Tom Six ha dichiarato che avrebbe realizzato una trilogia dedicata al "centopiedi umano", infatti nell'ottobre del 2011 è stato distribuito nelle sale cinematografiche statunitensi il primo sequel dal titolo The Human Centipede 2 (Full Sequence). Il 2015 è l'anno di uscita del terzo e ultimo capitolo della saga, intitolato The Human Centipede 3 (Final Sequence).

## Citazioni e riferimenti
- Il primo episodio della quindicesima stagione di South Park, HUMANCENTiPAD si ispira a questo film: Steve Jobs fa la parte del Dr. Heiter e con le stesse modalità del film unisce Kyle Broflovski e altri due rapiti per dare energia a un iPad di ultima generazione[9].
- È protagonista di uno sketch di Beavis & Butthead.
- Viene menzionato nel sesto episodio della decima stagione de I Griffin intitolato Il giorno del Ringraziamento
- Il rapper Childish Gambino fa riferimento a "The Human Centipede" nel brano "Bonfire", nell'album "Camp" del 2011.
- Il rapper Salmo fa riferimento al centopiedi umano nel brano con Ensi Tutti contenti.
- Il cantante Immanuel Casto lo cita nel brano AnusMoutHand presente nel suo album Freak & Chic del 2013.
- Viene citato nell'ottavo episodio della sesta stagione di Chicago Fire intitolato Coinquilini.
- In una scena di Deadpool 2 viene citato questo film dal protagonista, affermando come gli attori abbiano toccato il fondo recitandovi.
- All'inizio del quinto episodio della ventitreesima stagione de I Simpson, Quando la moglie è in cucina, uno dei videogiochi esposti alla fiera si intitola Human Centipede.